# فيليب جونز (ضابط بحري)
فيليب جونز (بالإنجليزية: Philip Jones)‏ هو ضابط بحري بريطاني، ولد في 14 فبراير 1960 في Bebington ‏ في المملكة المتحدة.